# Rodney Lechleidner
Rodney „Rudi“ Lechleidner (geboren am 13. November 1949; gestorben am 4. März 2008) war ein deutsch-amerikanischer Handballspieler, der auf der Spielposition rechter Rückraum eingesetzt wurde.

## Vereinskarriere
Lechleidner begann mit dem Handballspielen in Büdingen-Vonhausen, wechselte von dort zum TV Niedermittlau und weiter zu Turnerschaft Steinheim, später zu Borussia Fulda und TSV Karlsruhe-Rintheim, zum TSG Oßweil und erneut zu Borussia Fulda. Ab 1980 spielte er beim TV Gelnhausen, mit dem er von der B-Klasse bis in die Regionalliga aufstieg. Als Spieler der zweiten Mannschaft unterstützte er die erste Mannschaft auch noch bei deren Aufstieg in die 2. Bundesliga.
Mit dem Team aus Steinheim spielte er in der Bundesliga und der 2. Bundesliga, mit Borussia Fulda in der 2. Bundesliga. Mit dem TSV Karlsruhe-Rintheim sowie der TSG Oßweil war er wieder in der 1. Bundesliga aktiv.
Am 23. April 1993 bestritt Lechleidner ein Abschiedsspiel gegen die deutsche Weltmeistermannschaft von 1978.

## Auswahlmannschaften
Lechleidner wurde von Vlado Stenzel in die DHB-Auswahl berufen und bestritt drei Länderspiele beim Ostsee-Pokal in Schweden.

## Ehrungen
Die Gelnhäuser Großsporthalle wurde im März 2023 zu Ehren des Handballers in „Rudi-Lechleidner-Halle“ umbenannt.

## Privates
Lechleidners Mutter war Deutsche, sein Vater Amerikaner. Der gelernte Heizungsbauer betrieb eine Heizungsbaufirma. Er war verheiratet und hatte eine Tochter.